# Smalbandsöverföring av radarbild
Smalbandsöverföring av radarbild var en teknik för att överföra radarbilder från Flygvapnets radarstationer till radargruppcentraler och luftförsvarscentraler över telefonnätet.

## Bakgrund
Vid tidpunkten för planeringen av STRIL 50 kunde radarbilder överföras med kabel bara cirka 500 meter från radarstationen. Vid sex av de nya luftförsvarscentralerna skulle en fast radarstation av typ PJ-21 installeras antingen på hjässan över centralen eller på en närbelägen höjd. Utöver dessa radarstationer ville man i 1950 års radiolänkutredning ansluta 34 radarstationer via en bredbandig överföring med ett 90-tal radiolänkhopp. Detta ”PPI-länknät” beräknades 1950 kosta 1,62 Mkr. Det visade sig emellertid att man gravt hade underskattat svårigheterna och kostnaderna för överföring av radarbilderna. I STRIL 50 kom därför endast tre radarstationer av typ PJ-21, en radarstation av typ PS-08 och två civila radarstationer att anslutas bredbandigt på radiolänk till fyra luftförsvarscentraler (lfc W2, lfc S 1, lfc O 2 och lfc O 3). Av dessa hade lfc O 2 på Tullinge flest anslutningar (PJ-21 vid Riala och Lästringe samt PS-08 i Södertälje). Övriga tre lfc hade vardera en bredbandigt ansluten radarstation utöver den centralt placerade radarstationen, förutom lfc W 2 som saknade en egen PJ-21 radarstation.
I STRIL 60 skulle alla radarstationer anslutas bredbandigt till en luftförsvarscentral eller en av de nya radargruppcentralerna, totalt ett 40-tal radarstationer. Endast höghöjdsradarstationer skulle anslutas till de mest avancerade luftförsvarscentralerna av typ 1, medan resten av stationerna skulle anslutas till radargruppcentralerna för att på så sätt kunna minska behovet av långa kedjor av radiolänkar. I radargruppcentralerna skulle sedan radarinformationen behandlas och relevant information skickas vidare till luftförsvarscentralerna i digital form. För att kunna överföra all information som bild, bäring och höjd från radarstationerna fick radiolänkarna förses med speciella multiplexutrustningar. Alternativet att extrahera informationen om observerade flygföretag direkt vid radarstationen för att sedan kunna skicka den vidare i digital form över det vanliga telefonnätet med hjälp av modem började framstå som nödvändigt om än svårt på grund av begränsningar i modemtekniken. Standard Radio & Telefon AB demonstrerade den 23 september 1963 överföring av radarinformation från F 2 Hägernäs till Standard Radios fabrik i Bällsta på det allmänna telefonnätet, men det kom att dröja till 1970-talet innan smalbandsöverföring kom att införas.
Under slutet av 1960-talet kom utbyggnaden av STRIL 60 systemet att bromsas på grund av brist på medel. Antalet radarstationer kom inte att påverkas mer än marginellt men anskaffningen drog ut på tiden. Dock kom fem av de 13 planerade radargruppcentralerna att strykas så att sektor W 2 (Västergötland), S 2N (nordöstra Småland), G 1 (Gotland), O 5N (nordöstra Uppland) samt i sektor N 3 (Ångermanland-Jämtland) blev utan radargruppcentral. Det medförde att ett antal radarstationer kom att sakna radiolänkanslutning till någon central, bland annat kom fem PS-65 stationer (Väröbacka, Furillen, Söderhamn, Hökmark och Murjek), en PS-66 i Jämtland samt två PS-15 på Gotland att inte få någon bredbandig radiolänkanslutning för överföring av radarbild. Under 1970-talet tillkom flera radarstationer för flygtrafikledning, bland annat PS-810, som ansågs vara intressanta att använda i STRIL-systemet då man i fredstid kunde samutnyttja en dyrbar resurs, ett års drift av en radarstation kostade cirka en miljon kronor. Dessutom gjorde de stela radiolänkarna att en majoritet av alla centraler var tvungna att vara bemannade för att klara av den fredstida övervakningen av luftrummet vilket visade sig väldigt dyrt.

## Överföring via smalband
För att överföra radarinformation i digital form över en telefonlinje krävs ett modem som omvandlar informationen till en för överföring på telefonlinjen lämplig form. Modemtekniken var vid denna tidpunkt relativt ung och under stark internationell utveckling. De modem som användes tidigt inom Stril hade en överföringshastighet på maximalt 1 500 bit/s. För överföring av radarinfo önskade man sig betydligt mer. För att kunna öka överföringshastigheten markant började man ett omfattande mätarbete på televerkets telefonkablar för att få underlag för en kravspecifikation på ett lämpligt modem. 
Modemen kom att införskaffas från det amerikanska företaget Codex Corporation som var ledande inom modemteknikens utvecklande. Modemen som hade en överföringshastighet på 4 800 bit/s och klarade många av de befintliga kablarna var relativt dyra (ca 40 000 SEK). Det medförde att under 1970-talet kunde först de oanslutna radarstationerna anslutas till centraler och därefter alla övriga radarstationer. Den operativa personalen framförde dock i början synpunkter på att digitaliseringen tog bort en del information i radarbilden som erfarna radarjaktledare kunde utnyttja för att snabbare se om ett mål påbörjade en kursändring.
Dock var denna teknik absolut nödvändig för att kunna ansluta alla radarstationer till STRIL 60 systemet med rimliga kostnader, dessutom ökade systemets flexibilitet markant då man betydligt lättare kunde ansluta en radarstation till en annan central. Det gjorde att man kunde centralisera övervakningen av luftrummet i fredstid, i en av Försvarsstaben genomförd utredning 1979 konstaterades att hela landets fredsluftbevakning enligt ÖB:s operativa krav skulle kunna genomföras med drift av endast tre centraler d.v.s. en i södra Sverige, en i östra Mellansverige och en i norra Sverige.

## SBÖ–spridare
Nästa steg i utvecklingen var införandet av SBÖ-spridare som möjliggjorde fjärrstyrning av radarstationer och spridning av informationen från stationerna till flera mottagare. På så sätt kunde information från en radarstation användas av flera centraler samtidigt. Dessa började installeras i mitten 1980-talet.

## Teknik
Systemet bestod av tre huvudkomponenter:
- Datatransmissionsutrustning 109 (DT-109) är konstruerad och framtagen av Ericsson Microwave Systems i Mölndal. Den kallades SBÖ-sändardel och består av följande delar:
  - Radarextraktor (RRX) som extraherade målekon ur radarinformationen och sorterade bort störningar av olika slag, så att överföringskapaciteten på 110 plottningar per sekund inte överskreds.
  - Signalbehandlingsenhet (SBE) som sorterade bort de sista störningarna och avkodade egna flygplans svar med avseende på identitet och position.
  - Smalbandsterminal (SBT) som samordnade informationen från övriga enheter i DT-109 och skickade den för sändning genom modemet.
  - Provgenerator (PRG) var en övervakningsenhet som kontrollerade övriga enheter och skickade statusrapporter till centralerna.
- DT-112 ett Codex 4800 modem med en överföringshastighet på 4800 bit/s vilket motsvarade cirka 110 datameddelanden per sekund.
- Databehandlingsutrustning 205 (DBU-205) utrustning som monterades i radargruppcentralerna som fysiskt bestod i två enheter:
  - Radardataterminalen som normalt var urtustad med sex mottagare som kunde utökas till 14.
  - Bildgeneratorn som genererade bilderna på operatörernas skärmar.